# 北京师范大学实验小学
北京师范大学实验小学，简称北师大附小，是中国北京市海淀区的一所小学，成立于1958年，专为北京师范大学教职员工子弟求学而设，目前现任校长为吴建民。

## 学校概況
北京师范大学实验小学位于北京师范大学校内，附小面积1.38万平方公尺，建筑面积1.24万平方米。共有约36个教学班，1410个学生、117位教职工。